# SADAT
SADAT, полное англоязычное название SADAT Inc. International Defense Consultancy Construction Industry (тур. Uluslararası Savunma Danışmanlık İnşaat Sanayi ve Ticaret A.Ş., буквально «Международная компания в областях консалтинга, обороны, строительства и промышленности») — первая в истории Турции частная военная компания. Образована в 2012 году бригадным генералом Вооружённых сил Турецкой Республики Аднаном Танрыверди (тур. Adnan Tanrıverdi), который был в прошлом одним из военных советников президента Турции Реджепа Тайипа Эрдогана. Действующим руководителем компании является Мелих Танрыверди (тур. Melih Tanrıverdi), сын Аднана Танрыверди.
Компания связана со сферой безопасности: официально она занимается закупкой различного снаряжения для нужд вооружённых сил и силовых структур, обучением личного состава вооружённых сил и внутренних войск разных стран, консультацией по вопросам обороны. В то же время компанию расценивают как один из инструментов внешнеполитического влияния Турции на Ближнем Востоке и в Африке. О деятельности компании и её роли в различных вооружённых конфликтах ходят множество слухов; в прессе компанию нередко сравнивают с российской ЧВК «Вагнер» по масштабам деятельности и влияния.

## Организация
Компания была основана 22 февраля 2012 года генералом Аднаном Танрыверди при поддержке 64 отставных турецких офицеров и 23 финансирующих акционеров (в 1994 году Танрыверди служил командиром базы Малтепе в Стамбуле). Танрыверди служил в вооружённых силах Турции с 1966 года, будучи офицером Генерального штаба, в том числе прослужил четыре года в Командовании ССО Турции и в подразделении подрывной сети Gladio. Непосредственно образованию компании предшествовала «Арабская весна» — цепь революций в странах Северной Африки и Ближнего Востока, которая во многом повлияла на последующий рост политического влияния Турции на Ближнем Востоке; сам Танрыверди утверждал, что на его решение создать компанию влияли Балканские войны, а при разработке структуры новой ЧВК он опирался на американскую Blackwater. По некоторым данным, численность сотрудников SADAT на 2018 год составляла до 7 тысяч человек. Офисы компании находятся в Стамбуле. 
Считается, что у SADAT есть несколько «сестринских» компаний, владельцами которых являются люди из окружения Танрыверди и которые выигрывали тендеры на охрану важнейших объектов турецкой инфраструктуры. Среди этих аналогов присутствует Ekol Secuirty, которая выиграла больше всего тендеров за 10 лет;. Также туда входит организация ASDER (Adaleti Savunanlar Derneği — «Ассоциация защитников правосудия»), членами которой являются ветераны турецкой армии, уволенные за свои пантюркистские взгляды. До января 2020 года Аднан Танрыверди также руководил Центром стратегических исследований ASSAM («Защитники правосудия»), специализировавшимся на политике и проводившим ежегодные конференции.
8 января 2020 года Аднан Таныверди ушёл в отставку, что было связано с его неоднозначным выступлением в декабре 2019 года на третьем Конгрессе Международного исламского союза, когда он произнёс речь с недвусмысленными панисламскими призывами. Председателем совета директоров компании стал его сын Али Камил Мелих Танрыверди. В совет директоров входят не только Танрыверди-старший, но и Мехмет Зелка, Мехмет Наджи Эфе и Халук Йылдырым. Большинство акций в фирме SADAT принадлежат Аднану и Мелиху Танрыверди.

## Декларируемые цели
Официально компания декларирует себя как поставщик «услуг по консалтингу, военной подготовке и логистике в сферах международной обороны и внутренней безопасности». В качестве официальных целей она называет налаживание сотрудничества между мусульманскими государствами в плане военной промышленности, которое должно обеспечить обороноспособность стран исламского мира. Для этого компания предоставляет странам услуги, связанные с организацией вооружённых сил, консультацией по вопросам национальной обороны, обучением личного состава и снабжением всем необходимым снаряжением.
Согласно Мелиху Танрыверди, основной целью компании является не коммерческая прибыль и не какая-либо финансовая выгода, а обеспечение военной и политической мощи Турции. В корпоративном манифесте SADAT говорится, что компания в долгосрочных перспективах обеспечит превращение исламского мира в сверхдержаву. Также одним из принципов компании является уважение к религиозным чувствам мусульманских стран. Считается, что компания представлена всего в 22 мусульманских странах Ближнего Востока и Северной Африки.

## Отношения с властями Турции
Основатель SADAT Аднан Танрыверди занял пост главного военного советника президента Турции Реджепа Тайипа Эрдогана в 2016 году после провалившегося в стране военного переворота, проработав на этом посту до января 2020 года. Оба познакомились в 1990-е годы, когда Эрдоган был мэром Стамбула, и тогда же подружились. Иерусалимский институт стратегии и безопасности отмечал, что, по совпадению, в конце 1990-х годов от исполнения обязанностей отстранялись и Танрыверди, и Эрдоган: обоих обвиняли в пропаганде исламизма, что могло наложить определённый отпечаток на их сотрудничество. Среди основателей компании были офицеры турецких вооружённых сил, также уволенные из рядов ВС Турции за пропаганду панисламизма и пантюркизма.
Турецкая оппозиция неоднократно утверждала, что компания SADAT сотрудничает с силовыми структурами, однако их запросы в соответствующие турецкие ведомства оставались без ответа. Сам Мелих Танрыверди долго отрицал факт выполнения задач особого назначения и связей с турецким военно-политическим руководством, но признавал, что деятельность его ЧВК осуществлялась в рамках внешней политики Турции. 22 января 2021 года в интервью одной из радиостанций Танрыверди заявил, что его компания, получая какие-либо заказы или предложения, обязательно обговаривала возможность их реализации с Министерством иностранных дел Турции, а также действительно предоставляла информацию Национальной разведывательной службе и Министерству обороны. По словам Танрыверди, SADAT делала это, чтобы выслушать мнение военачальников и руководства спецслужб и затем принимать окончательное решение по выполнению заказов. Босс турецкой мафии Седат Пекер публиковал на YouTube видеоролики, в которых утверждал, что SADAT является ни много ни мало «параллельной армией Эрдогана». В 2023 году компания SADAT, комментируя вопрос поддержки Турции заявки Швеции на вступление в НАТО, выступила против приглашения Швеции в альянс.
Лидер Республиканской народной партии Кемаль Кылычдароглу неоднократно выступал против легализации SADAT, утверждая, что эта организация может уничтожить Турецкую Республику. После мятежа ЧВК «Вагнер» призвал к полному запрету SADAT, мотивируя это возможностью повторения тех же событий в Турции.

## Деятельность

### Внутри Турции
Среди клиентов SADAT официально декларировались специальное подразделение полиции Турции PÖH (Polis Özel Harekat, оно же Esedullah — «Львы Аллаха»); вооружённые районные сторожа (Бекчи), которые обеспечивали безопасность на улицах, и служба безопасности президента Турции, известная как «подкрепление» (Таквие). Американский институт предпринимательства и ряд правозащитных организаций утверждали, что компания SADAT участвовала в подавлении предпринятого военными переворота в ночь на 15 июля 2016 года, арестовывая участников путча и их сторонников. Депутат «Хорошей партии» Мераль Акшенер утверждала, что в провинциях Конья и Токат SADAT даже обучала граждан стрельбе и навыкам ведения боя в канун выборов на случай, если Партия справедливости и развития потерпит поражение на выборах.

### Подготовка исламских экстремистов
Компанию SADAT обвиняли в подготовке вооружённых отрядов исламских экстремистов, воевавших на Ближнем Востоке — в том числе из сирийских беженцев, находившихся на территории Турции. Группировке SADAT приписывается подготовка около 3 тысяч человек, воевавших в Сирии и Ливии: по мнению Майкла Рубина, среди обученных были и члены террористических организаций ИГИЛ и «Джебхат ан-Нусра». В 2021 году босс турецкой мафии Седат Пекер публично обвинил SADAT в поставках оружия «Ан-Нусре». Также группировку обвиняли в подготовке членов радикальной группировки «Асадуллах», действующей на юге Турции, боевиков из молодёжного крыла ПСР и националистов из движения «Османлы Оджаклары».

### Ливия
Первые сообщения с упоминанием Ливии и SADAT восходили к маю 2013 года, когда представители компании отправились в Ливию, чтобы определить потребности вооружённых сил страны и отыскать возможности для обучения и снабжения новых вооружённых сил С июля по сентябрь 2019 года компания SADAT поставила в Триполи морем около 10 тысяч тонн оружия и снаряжения (в том числе бронетехники, пусковых установок ракетной артиллерии и БПЛА). Турецкая оппозиция обвинила компанию в незаконной торговле оружием и потребовала возбудить против неё дело.
В 2020 году SADAT установила партнёрство с ливийской компанией Security Side (лидер Фавзи Букатиф) для обучения солдат сил, лояльных Правительству национального согласия Фаиза Сараджа. Министерство обороны США подтвердило факт переброски сирийских наёмников в Ливию при участии SADAT, однако компания при этом обучала и бойцов, воевавших не только за протурецкую сторону, но и за другие стороны в Ливии. В марте 2021 года был опубликован отчёт экспертов ООН по Ливии, которые обвинили SADAT в нарушении ряда резолюций ООН, принятых в отношении этой страны.

### Сирия
В ходе гражданской войны в Сирии Анкара поддержала ряд разрозненных фракций сирийской оппозиции, выступавших против Башара Асада (среди этих фракций были и ряд исламских террористических группировок). Утверждается, что SADAT обучает бойцов Сирийской свободной армии, воюющей против правительственных сил Башара Асада. В 2012 году газета Aydınlık сообщила, что SADAT построила несколько баз в Стамбуле, где проводила обучение сирийских боевиков, чтобы использовать их затем для достижения собственных целей в Сирии; одной из таких баз был лагерь Улашлы, находившийся в ведении ВМС Турции. По данным той же газеты, сирийских боевиков доставляли группами по 300—400 человек для обучения. Организация Nordic Research Monitoring Network утверждала, что члены SADAT пытались реализовать планы по формированию в северных районах туркоманской автономии: в 2015 году основатель SADAT действительно выразил пожелание создать автономии для туркоманов и арабов-суннитов вдоль турецко-сирийской границы.
Правительство Российской Федерации направило доклад в ООН, в котором заявило, что компания SADAT готовила в Сирии бойцов террористических группировок. По данным проведённого в 2015 году российской стороной расследования, из 900 боевиков, прибывших в Ирак и Сирию, около 25% имели непосредственное отношение к SADAT. Часть террористов, арестованных российскими спецслужбами, также признались, что турецкое консульство выдавало обученным SADAT бойцам турецкие паспорта. Подготовленные SADAT сирийские боевики участвовали в операции ВС Турции «Щит Евфрата» в 2016 году в составе основных пехотных сил.

### Другие страны
Помимо Северной Африки, компания также представлена в Нигерии, Сомали, Нигере и Мали, занимаясь охраной турецкой собственности на африканской территории и фактически расширяя турецкое влияние в Африке. С 2020 года действует соглашение между Турцией и Нигером о поставке турецких разведывательно-ударных БПЛА. Сотрудники SADAT неоднократно вступали в бои с джихадистами в Нигере: по данным директора OSDH Рами Абделя-Рахмана, бойцы SADAT сражаются на одной стороне с Африканским корпусом Минобороны РФ, несмотря на разногласия между Россией и Турцией по поводу конфликта в Сирии.
Компания SADAT, по данным Майкла Рубина из Американского института предпринимательства, располагает учебными центрами в Сомали и Катаре, которые были построены при содействии правительств соответствующих стран. В 2020 году, по данным Anadolu, турецкие военные подготовили 2,5 тысяч человек из силовых структур Сомали. Также предполагается, что часть инфраструктуры суданского порта Суакин используется для нужд SADAT.
По данным армянского аналитического центра Ordeli, руководство SADAT сыграло важную роль в формировании военного сотрудничества Турцией с правительствами Туниса и Алжира, поставках вооружения в Нигерию и размещении беспилотных летательных аппаратов на территории Турецкой Республики Северного Кипра. Также утверждается, что SADAT вербует в странах Европы и Центральной Азии добровольцев, желающих вступить в некоторые группировки (в том числе террористические) и обучает их, обеспечивая выдачу гражданам этих стран турецкие паспорта.

### Связи с ХАМАС
Танрыверди неоднократно призывал исламские страны объединиться и выступить против Израиля едиными силами, чтобы вынудить Иерусалим заключить «справедливый мир», и разработал план действий, которые могли бы привести к победе армий объединённых исламских государств над ЦАХАЛ за 11 дней. В 2018 году израильская служба контрразведки Шабак обвинила SADAT в финансировании и снабжении оружием группировки ХАМАС.

### Вторая Карабахская война
Иерусалимский институт стратегии и безопасности и ряд СМИ сообщали, что компания SADAT перебрасывала в Азербайджан ряд террористов из Сирии и других стран Ближнего Востока, которые воевали на стороне Азербайджана во время Второй Карабахской войны.